# Nalkheda
Nalkheda è una suddivisione dell'India, classificata come nagar panchayat, di 14.201 abitanti, situata nel distretto di Shajapur, nello stato federato del Madhya Pradesh. In base al numero di abitanti la città rientra nella classe IV (da 10.000 a 19.999 persone).

## Geografia fisica
La città è situata a 23° 51' 30 N e 76° 14' 14 E.

## Società

### Evoluzione demografica
Al censimento del 2001 la popolazione di Nalkheda assommava a 14.201 persone, delle quali 7.333 maschi e 6.868 femmine. I bambini di età inferiore o uguale ai sei anni assommavano a 2.349, dei quali 1.196 maschi e 1.153 femmine. Infine, coloro che erano in grado di saper almeno leggere e scrivere erano 8.339, dei quali 4.999 maschi e 3.340 femmine.